# 2076 Levin
2076 Levin је астероид главног астероидног појаса са средњом удаљеношћу од Сунца која износи 2,273 астрономских јединица (АЈ).
Апсолутна магнитуда астероида је 13,5.